# DAB Italia
DAB Italia (fino al 2016 denominata Club DAB Italia) è un consorzio italiano di imprese costituitosi intorno al 1995 con l'obiettivo di studiare e sperimentare forme innovative di radiodiffusione, in particolare il Sistema DAB (Digital Audio Broadcasting) e sistemi da Radio satellitare.

## Presentazione
Le imprese associate appartengono a gruppi di comunicazione e mass media italiani (GEDI, Il Sole 24 Ore, Mondadori), ad editori indipendenti e ad aree politiche e religiose.
DAB Italia è titolare di Autorizzazioni concesse dal Ministero delle comunicazioni ora Ministero dello sviluppo economico, per la sperimentazione del Digital Audio Broadcasting in Piemonte e Lombardia ed ha iniziato le trasmissioni sperimentali nel 1998 con la ripetizione della programmazione "tradizionale" in modulazione di frequenza diffusa in tecnica DAB (simulcast) e con dati associati dagli impianti di Milano e Torino.
DAB Italia è dalla sua costituzione membro attivo del World DMB Forum.

## Attività
Nel 2001 DAB Italia (all'epoca chiamata Club DAB Italia) ha contribuito attivamente ai lavori del Comitato per lo Sviluppo dei Sistemi Digitali promosso dall'Autorità per le Garanzie nelle Comunicazioni, sulle cui basi l'Autorità ha redatto ed approvato nel 2002 il Piano Nazionale di Assegnazione delle Frequenze per la radiofonia in tecnica numerica. 
Nel 2002 è stato possibile seguire e contribuire ai lavori della Conferenza CEPT di pianificazione per la banda UHF-L tenutasi a Maastricht nel mese di giugno. In questa occasione è stato coordinato a livello internazionale l'utilizzo di 7 nuovi blocchi DAB che si aggiungono ai 9 blocchi già destinati alla radio in tecnica numerica nel corso della Conferenza CEPT di Wiesbaden nel '95.
DAB Italia, attraverso la Radio Nazionali Associate, ha partecipato a tutte le conferenze di pianificazione internazionali rilevanti per il settore radiofonico degli ultimi anni (RRC-04/06 e WRC-07) presso la ITU/UIT e segue le attività del gruppo FM della CEPT.
Durante la seconda metà del 2020 e nei primi mesi del 2021, DAB Italia ha dato un impulso allo sviluppo della propria rete DAB+ su tutto il territorio nazionale.

## Organi di governo di DAB Italia

### Consiglio di amministrazione
- Eduardo Montefusco - presidente[3]
- Paolo Ruzzier - tesoriere
- Paolo Chiarelli - consigliere

## Stazioni radio del Consorzio
- Radio Deejay
- Radio 24
- Radio Capital
- Radio m2o
- RDS
- Radio Maria
- Radio Radicale
- Radio 105
- R101